# Последняя охота (фильм, 2013)
«Последняя охота» — художественный фильм режиссёра Александра Карпова, снятый в 2013 году. Съёмочная группа, приехавшая в Улан-Удэ, чуть было не разъехалась, так как спонсоры в последний момент отказались от сотрудничества. Проект был спасён мамой сценариста Капиталиной Убашеевой — продав квартиру она выделила 1,5 млн рублей. Эта сумма и является бюджетом фильма. Она официально значится продюсером фильма.

## Сюжет
Это история взаимоотношений пяти друзей детства. Девушки Насти и четырёх парней: Стаса, Олега, Димы и Гарика. Их крепкая дружба начинает рассыпаться, как только Настя выходит замуж за Стаса. Не каждый из ребят готов смириться с этим событием. Ведь все они тайно влюблены в Настю.
Смогут ли теперь друзья сохранить свои отношения? На что способно болезненное чувство любви? Где кончается дружба и начинается предательство? На эти вопросы героям приходится отвечать через семь лет, когда вся компания снова собирается вместе. Клубок интриг и предательств распутывается, но жертв, похоже, не избежать…

## В ролях
- Алексей Чащин
- Анастасия Олейникова
- Раушан Хасанов
- Иван Васильев
- Леонид Иванов
- Иван Ширяев

## Номинации
Фильм составил серьёзную конкуренцию на фестивале этнического кино «Серебряный Акбузат», проходивший в г. Уфа, став претендентом на победу.
Эрдэм Шагдуров - исполнительный продюсер фильма:

Для нас это была неожиданность, что нас вообще взяли в кинофестиваль, потому что мы не рассчитывали на такой уровень. Из всего, что было представлено, были 3 номинации: документальное короткометражное кино, игровая короткометражка и полный метр. Как раз в номинации полный метр мы и были представлены.